# Тьерра-де-Монтанчес
Тьерра-де-Монтанчес (исп. Tierra de Montánchez) — историческая область и район (комарка) в Испании, находится в провинции Касерес.

## Муниципалитеты
1. Альбала
2. Альдеа-дель-Кано
3. Алькуэскар
4. Арройомолинос
5. Бенкеренсия
6. Ботиха
7. Вальдеморалес
8. Вальдефуэнтес
9. Касас-де-Дон-Антонио
10. Монтанчес
11. Пласенсуэла
12. Руанес
13. Сальватьерра-де-Сантиаго
14. Санта-Ана
15. Сарса-де-Монтанчес
16. Сьерра-де-Фуэнтес
17. Торре-де-Санта-Мария
18. Торрекемада
19. Торремоча
20. Торреоргас